# Marina Nemat
Marina Nemat (en persan : مارینا نِمت, en russe : Марина Немат), née le 22 avril 1965 à Téhéran, est une écrivaine iranienne vivant au Canada. 
Elle est l'auteure de deux mémoires sur sa vie en Iran. Elle a purgé une peine à la prison d'Evin pour avoir dénoncé le gouvernement iranien, échappé à la peine capitale et finalement quitté l'Iran en 1991 pour émigrer au Canada. 

## Biographie

### Vie en Iran
Marina Nemat grandit à Téhéran, en Iran, au sein d'une famille chrétienne. Durant son adolescence, elle participe à des manifestations dénonçant les atteintes aux droits des femmes sous la révolution islamique de l'ayatollah Khomeini. À l'âge de 16 ans, elle est arrêtée et accusée à tort d'être membre du parti communiste. Elle est envoyée à la prison d'Evin où elle sera maintes fois torturée, violée et privée de sommeil. Son supplice durera deux ans. Elle est sur le point d'être exécutée lorsqu'un de ses gardiens, Ali, déclare son amour pour elle et obtient qu'on la remette aux mains de sa propre famille. 
Elle est alors mariée de force avec son geôlier, contrainte de se convertir à l'Islam et de changer de nom. Un peu plus d'un an plus tard, Ali est abattu dans la rue et Marina Nemat est renvoyée à la prison d'Evin. La famille d'Ali parvient à négocier sa sortie et son retour chez ses parents. Ce retour est très difficile à vivre pour elle. En 1985, elle épouse André, un amour de jeunesse, dans un mariage chrétien secret. Ils immigreront 6 ans plus tard, en 1991. 

### Carrière d'écrivaine au Canada
Après plus d'une quinzaine d'années de vie au Canada, Marina Nemat ne se remet toujours pas des évènements qu'elle a traversés lors de son adolescence. Elle commence à rédiger ses mémoires, qui feront office de thérapie. C'est ainsi que sort Prisoner of Tehran en 2007, il sera traduit l'année d'après en français sous le nom de : Prisonnière à Téhéran. L'œuvre a depuis été publiée dans une trentaine de pays. 
Elle continue l'écriture pour publier en 2010 : After Tehran, A Life Reclaimed. Elle y révèle comment la stabilité de sa vie au Canada a été érodée par les voix et les visions qu'elle avait enfouies. Marina Nemat réfléchit à la confusion de la vie qu'elle a été forcée de partager avec Ali.

## Adaptation
Son livre Prisoner of Tehran a été publié par 27 éditeurs à travers le monde (2012). En avril 2012, une adaptation de son livre a été mise en scène au théâtre Passe Muraille à Toronto sous la direction de Maja Ardal. En 2014, Nemat a aussi fait une collaboration with Motus O Dance Théâtre pour créer un travail multidisciplinaire (combinaison de la parole, de mouvements, de vidéo et de musique),sur ces mémoires. En novembre 2016 cette collaboration a également été mise en scène au musée canadien pour les droits de la personne.
- Prisoner of Tehran: a memoir (2006). New York: Free Press  (ISBN 9781416537427)
- After Tehran: a life reclaimed (2010). Toronto: Penguin Canada  (ISBN 9780143178767)